# Reginald H. Wyer
Pour les articles homonymes, voir Wyer.
Reginald Herbert "Reg" Wyer (BSC) est un directeur de la photographie britannique né le 30 octobre 1901 à Londres (Angleterre) et mort en 1970 à Bognor Regis dans le Sussex de l'Ouest (Angleterre).

## Biographie
Reginald Wyer commence sa carrière en 1915 comme photographe pour une société londonienne, puis en 1919 il devient assistant cameraman. Pendant une vingtaine d'années il travaille pour le Ministère de l'Information. Après la guerre, il tourne en 1945 son premier film pour le cinéma : Le Septième Voile (The Seventh Veil), réalisé par Compton Bennett.

## Filmographie partielle
- 1945 : Le Septième Voile (The Seventh Veil) de Compton Bennett
- 1947 : La Licorne blanche (The White Unicorn) de Bernard Knowles
- 1947 : La Vengeance du docteur Joyce (The Upturned Glass) de Lawrence Huntington
- 1948 : Quartet de Ken Annakin (The Colonel's Lady)
- 1950 : Mission dangereuse (Highly Dangerous) de Roy Ward Baker
- 1950 : Trio de Ken Annakin et Harold French
- 1950 : Si Paris l'avait su (So Long at the Fair) d'Antony Darnborough et Terence Fisher
- 1951 : Home to Danger de Terence Fisher
- 1952 : The Happy Family de Muriel Box
- 1953 : Une affaire troublante (Personal Affair) d'Anthony Pelissier
- 1953 : Spaceways de Terence Fisher
- 1953 : Four Sided Triangle de Terence Fisher
- 1953 : Au coin de la rue (Street Corner) de Muriel Box
- 1953 : Mantrap de Terence Fisher
- 1954 : Le Vagabond des îles (The Beachcomber) de Muriel Box
- 1954 : Prisonnier du harem (You Know What Sailors Are) de Ken Annakin
- 1955 : An Alligator Named Daisy de J. Lee Thompson
- 1955 : L'Emprisonné (The Prisoner) de Peter Glenville
- 1955 : Deux Anglais à Paris (To Paris with Love) de Robert Hamer
- 1956 : Eyewitness de Muriel Box
- 1956 : Scotland Yard appelle FBI (The Weapon) de Val Guest
- 1957 : Frontière dangereuse (Across the Bridge) de Ken Annakin
- 1957 : Un yacht nommé Tortue (True as a Turtle) de Wendy Toye
- 1958 : Requins de haute mer (Sea Fury) de Cy Endfield
- 1958 : Jeunesse délinquante (Violent Playground) de Basil Dearden
- 1959 : Le collège s'en va-t-en guerre (Carry On Teacher) de Gerald Thomas
- 1959 : Un thermomètre pour le colonel (Carry On Nurse) de Gerald Thomas
- 1959 : Opération Amsterdam (Operation Amsterdam) de Michael McCarthy
- 1962 : La Merveilleuse Anglaise (The Fast Lady) de Ken Annakin
- 1962 : Brûle, sorcière, brûle ! (Night of the Eagle) de Sidney Hayers
- 1963 : L'Indic (The Informers) de Ken Annakin
- 1964 : Rattle of a Simple Man de Muriel Box
- 1965 : Le rebelle de Kandahar (The Brigand of Kandahar) de John Gilling
- 1966 : L'Île de la terreur (Island of Terror) de Terence Fisher
- 1967 : Le Grand Départ vers la Lune (Rocket to the Moon) de Don Sharp
- 1967 : La Nuit de la grande chaleur (Night of the Big Heat) de Terence Fisher